# Greenland Center
Greenland Center – wieżowiec w Wuhanie.
Jego ukończenie planowane jest na rok 2019. Ma on mierzyć 636 m (126 pięter). Na 610. metrze będzie się znajdować najwyższe na świecie piętro użytkowe i platforma widokowa. Projektantem jest Adrian Smith. Koszt to 4,5 miliarda USD. Powierzchnia użytkowa ma wynieść 303 tysiące m².